# Casele Profesorilor reformați din Cluj-Napoca
Casele Profesorilor reformați din Cluj-Napoca este un ansamblu de monumente istorice aflat pe teritoriul municipiului Cluj-Napoca. În Repertoriul Arheologic Național, monumentul apare cu codul 54984.104.

Ansamblul este format din patru monumente:
- Casă (cod LMI CJ-II-m-A-07378.01)
- Casă (cod LMI CJ-II-m-A-07378.02)
- Casă (cod LMI CJ-II-m-A-07378.03)
- Casă (cod LMI CJ-II-m-B-07378.04)

## Galerie

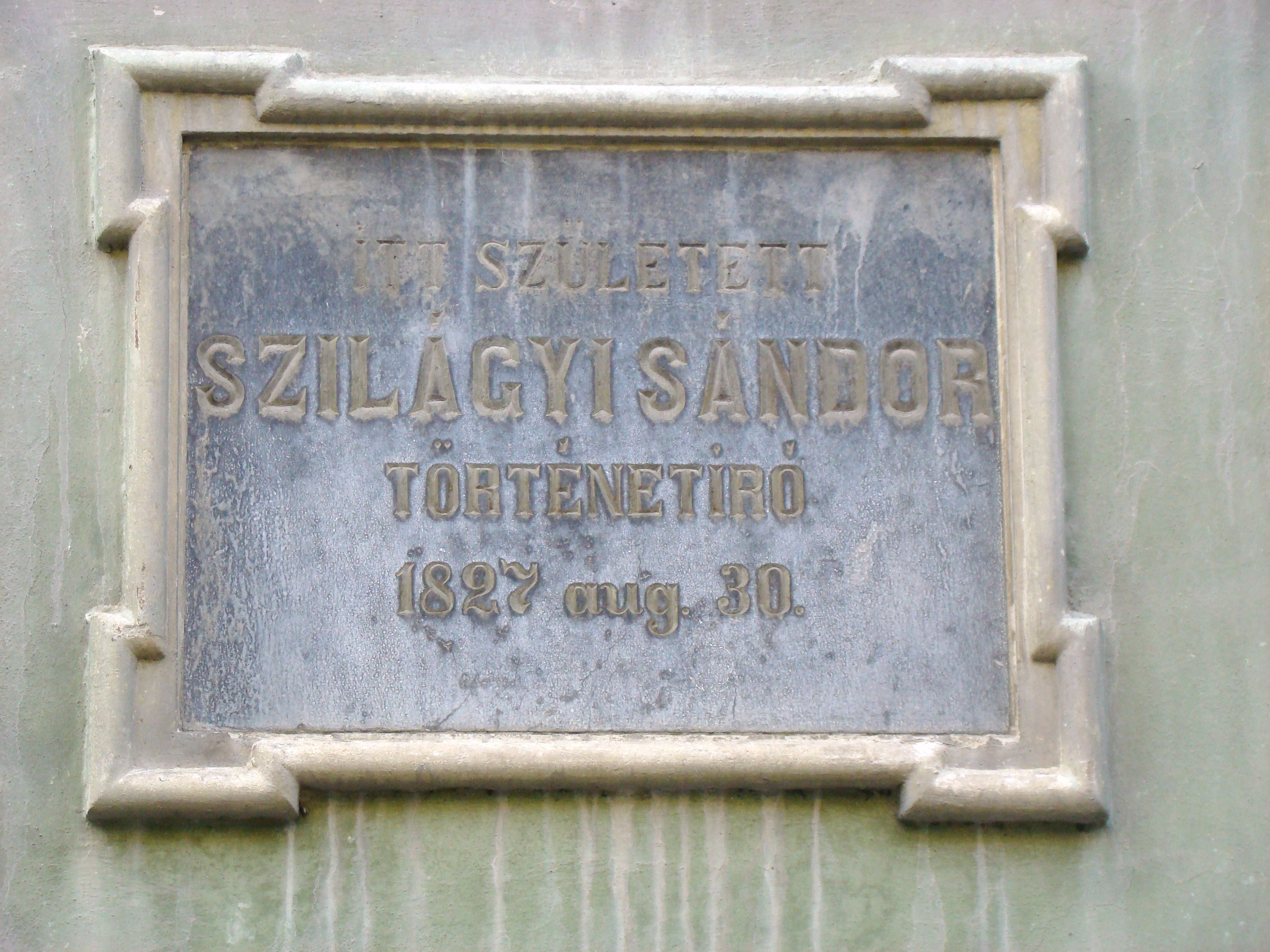
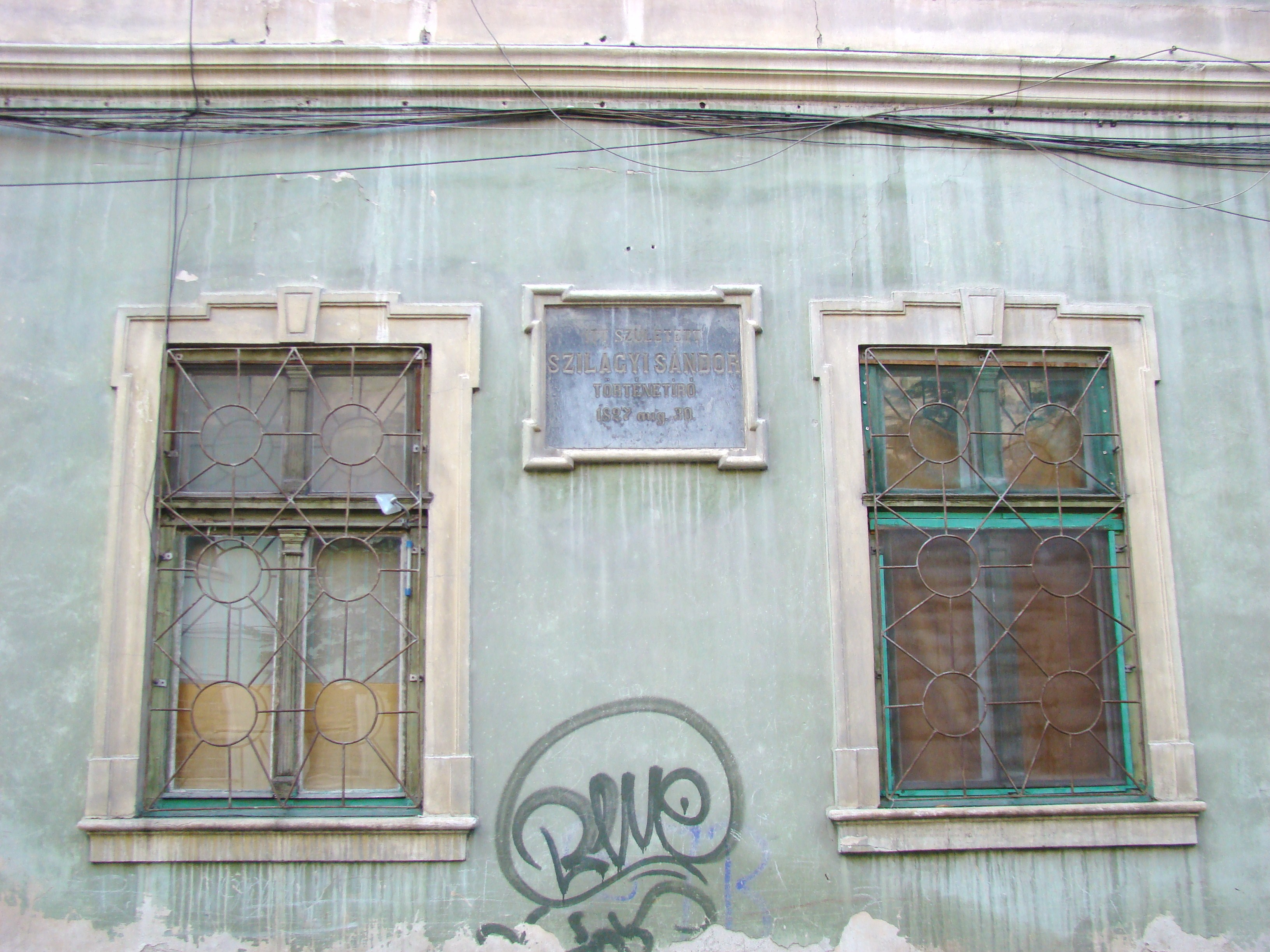
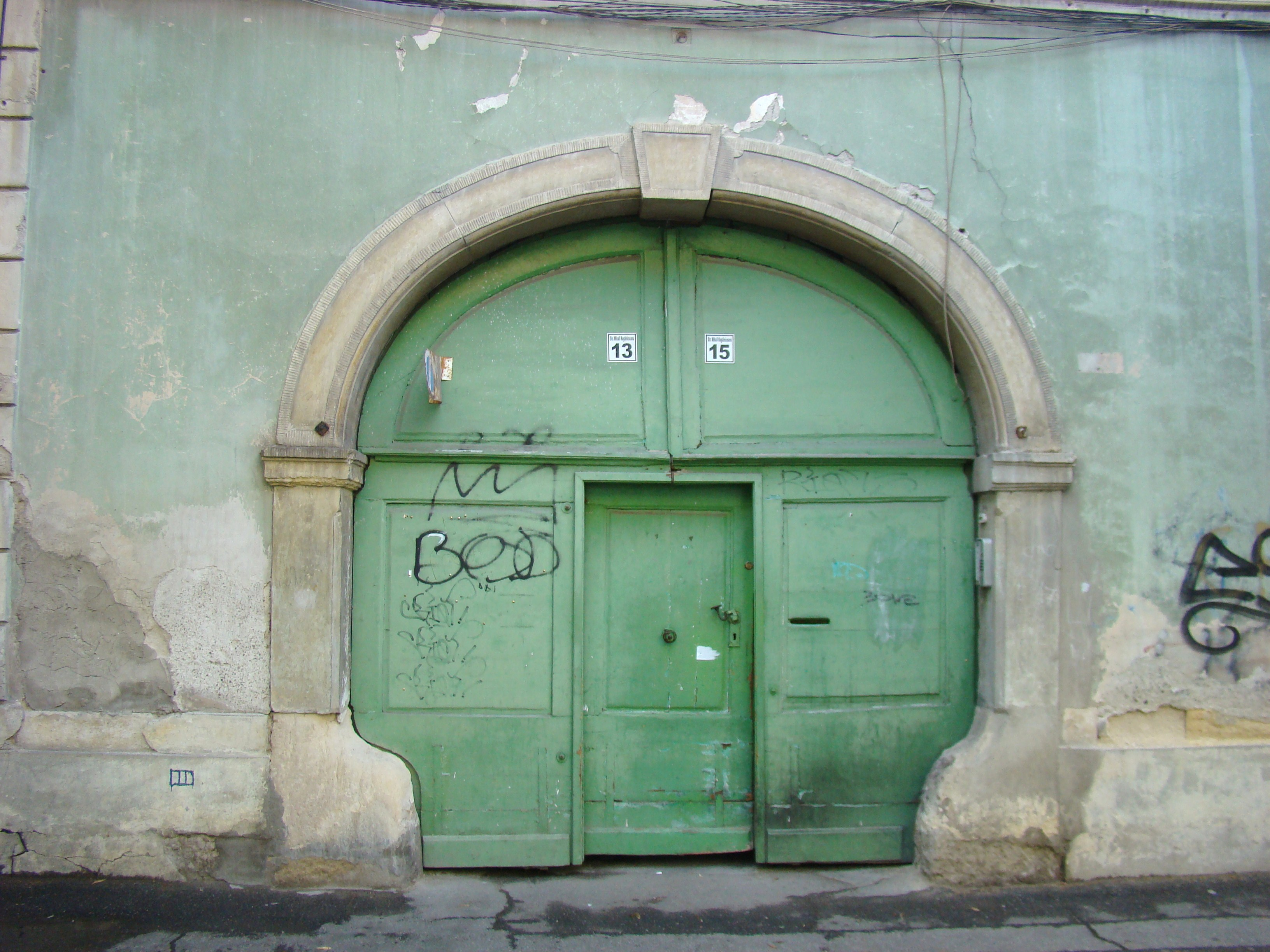
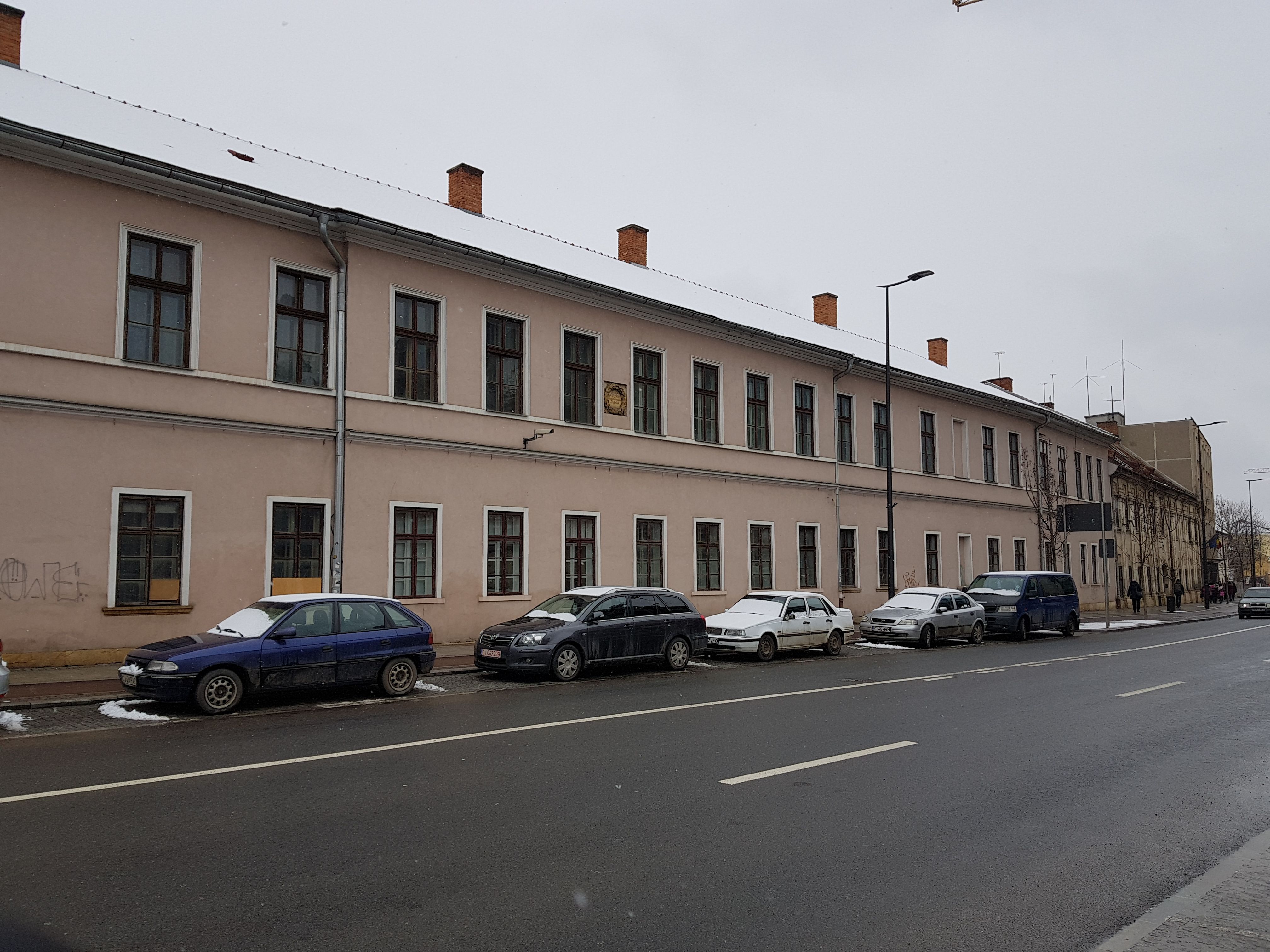